# Austin Ekeler
(en) Statistiques sur pro-football-reference
Austin Ekeler, né le 17 mai 1995 à Lincoln au Nebraska, est un sportif professionnel américain de football américain évoluant au poste de running back dans la National Football League (NFL) depuis la saison 2017.
Non sélectionné lors de la draft 2017 de la NFL, il est engagé en tant qu'agent libre par la franchise des Chargers de Los Angeles où il joue pendant sept saisons (2017-2023) avant de rejoindre les Commanders de Washington en 2024.
Au niveau universitaire, il a joué pour les Mountaineers (en) de l'université Western Colorado (en) pendant quatre saisons (2013-2016) dans la Rocky Mountain Athletic Conference (en) de la NCAA Division II, où il est désigné meilleur joueur défensif freshman de la saison 2013 et sélectionné à quatre reprises dans la première équipe de cette conférence.